# Rhein (Saskatchewan)
Rhein es un pueblo canadiense situado en la provincia de Saskatchewan.

## Superficie
Rhein tiene una superficie de 1,08 km².

## Demografía
En 2021, tenía 149 habitantes, una densidad poblacional de 138 hab./km², y 81 viviendas.